# Howard Quayle
Howard Quayle est un homme politique britannique né en 1967. Il est ministre en chef de l'île de Man de 2016 à 2021.

## Biographie
En 2011, il est élu à la Chambre des clés (House of Keys), chambre basse du parlement de l’île de Man, à Middle, et réélu en 2016.
En mars 2014, il est nommé ministre de la Santé et des Affaires sociales à la suite de la fusion de ces deux départements.
Le 9 avril 2020, le ministre de la Santé de l'île David Ashford (en) annonce que Howard Quayle a été testé positif au coronavirus de la Covid-19.
En mai 2021, Quayle annonce son intention de prendre sa retraite de la vie politique après les élections de septembre 2021 et la nomination de son successeur. Il est hospitalisé du 17 au 21 septembre pour un accident vasculaire cérébral,.